# 皮亞季哈特基 (沃茲涅先斯克區)
47°58′18″N 31°35′52″E / 47.97167°N 31.59778°E
皮亞季哈特基（羅馬化：P"iatykhatky），是烏克蘭南部尼古拉耶夫州沃茲涅先斯克區新马尔伊夫卡市镇内的村落。面積0.66平方公里，海拔高度107米，2001年人口26，人口密度每平方公里39.3人。